# Ospedaletto (Trento)
Ospedaletto és un municipi italià, dins de la província de Trento. L'any 2007 tenia 810 habitants. Limita amb els municipis d'Asiago (VI), Cinte Tesino, Grigno, Ivano-Fracena, Pieve Tesino i Villa Agnedo.

## Administració
| Període | Identitat         | Partit        |
| ------- | ----------------- | ------------- |
| 2005-   | Ruggero Felicetti | Llista cívica |